# ウォロディミル・ゼレンスキーの暗殺未遂

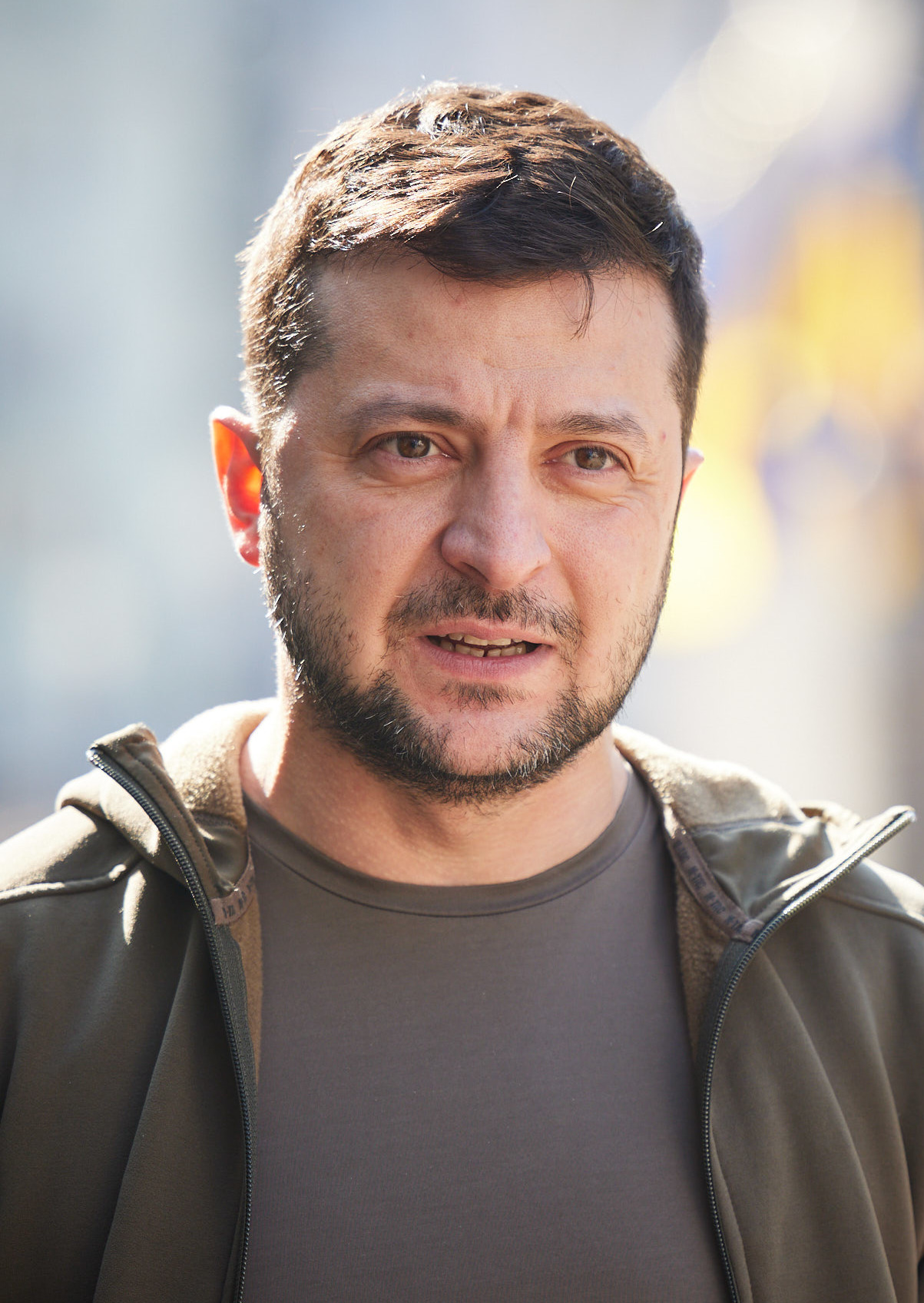
ウォロディミル・ゼレンスキー（2022年3月）

ウォロディミル・ゼレンスキーの暗殺未遂（ウォロディミル・ゼレンスキーのあんさつみすい）では、2022年に始まったロシア連邦によるウクライナ侵攻中、ウクライナのウォロディミル・ゼレンスキー大統領を標的に計画・実行された暗殺未遂事件について解説する。ウクライナ政府当局者によると、ゼレンスキー大統領は、ロシアの工作員による暗殺未遂を何度も乗り越えてきたという。

## 背景
ロシアは2022年2月24日に開始したウクライナへの全面侵攻を迅速に終わらせるために、ウクライナの首都キーウに兵士や工作員を送り込み、ウクライナ指導部を破壊することを計画した。ウクライナ大統領顧問のミハイロ・ポドリヤクは「ロシアの主な意図は、国の最高指導者を排除し、最大のパニックを生み出し、独自の傀儡政権の樹立を試みることだ」と述べた。

## 暗殺未遂

### 2022年
2022年2月初旬、ロシア連邦大統領ウラジーミル・プーチンは、チェチェン共和国の指導者ラムザン・カディロフにウクライナ指導部を排除するよう指示した。ウクライナの諜報機関は3月初旬、ゼレンスキー暗殺に派遣されたチェチェンのコマンド部隊（カディロフツィ）は、ウクライナに賛同するロシア連邦保安庁（FSB）のエージェントの助けを得て「排除」されたと述べた。
2022年2月下旬までに、ゼレンスキーを暗殺し、ロシアが支配するのに十分なほどにウクライナ政府を不安定化させる命令を受けたワグネル・グループのロシア人傭兵400人以上がキーウにいたと報告されている。
ウクライナの対ロシア抗戦を支援する西側諸国にとっても、ゼレンスキー大統領の安全は重要な関心事になっている。侵攻開始直後の2022年3月、アントニー・ブリンケン米国務長官はCBSニュースのインタビューで、ウクライナ政府がゼレンスキー大統領が死亡する可能性に備えていたと語ったが、詳細は明らかにしなかった。

#### 暗殺未遂の件数
紛争中にゼレンスキー暗殺未遂数については意見の相違が見られる。開戦直後の2022年3月上旬、ウクライナ国家安全保障・国防会議のオレクシー・ダニーロフ議長は、ゼレンスキーが1週間で3回の暗殺未遂を生き延びたと述べた。ダニーロフは、FSB内部の反戦諜報員がチェチェンからの2つの暗殺集団による計画攻撃についてウクライナ軍に情報共有したと明らかにした。
ウクライナ大統領顧問のポドリヤクは、ニュースメディア「ウクライナ・プラウダ」からの取材でこの問題に言及し、「私たちの外国の協力者は2、3回暗殺未遂があったと言っている。私は暗殺未遂は十数回あったと思う」と述べた。

### 2024年
ウクライナ保安庁（SBU）は、ゼレンスキー大統領などの暗殺を計画したとして、ウクライナ国家警護部隊の大佐2人を反逆罪やテロの容疑で逮捕したと2024年5月7日に発表した。

## 外国によるウクライナへの支援
2022年4月には、英国陸軍特殊空挺部隊（SAS）が、ゼレンスキー大統領を国外に連れ出して、亡命政府を樹立できるよう備えていると、英情報筋が明かしたと報道された。
ゼレンスキー大統領は戦時下で、ウクライナを訪問した外国要人と会談したり、自ら外遊したりしている。その際には、情報漏洩防止を含めた厳しい警護が行なわれている。